# T34 Calliope
Raketomet T34 (Calliope) byl typ raketové zbraně použitý americkou armádou během druhé světové války. Odpalovač byl umístěn na věži tanku M4 Sherman a jeho svislé boční rámy byly ukotveny ke stranám věže. Z odpalovacích trubic byl schopen vypálit salvu šedesáti raket M8 ráže 114 mm. Byl vyvinut v roce 1943 konstruktérem Victorem Hawkinsem a v letech 1944–45 byla vyrobena malá série použitá některými obrněnými jednotkami USA. Jméno raketometu bylo odvozeno od hudebního nástroje zvaného „Calliope“, což je jistý druh párou či stlačeným vzduchem poháněných varhan. Tento hudební nástroj měl podobné paralelní nebo seskupené roury a v minulosti se používal hlavně na parních říčních člunech, v USA převážně na řece Mississippi a je také obecně spojen s tradiční „cirkusovou hudbou“.

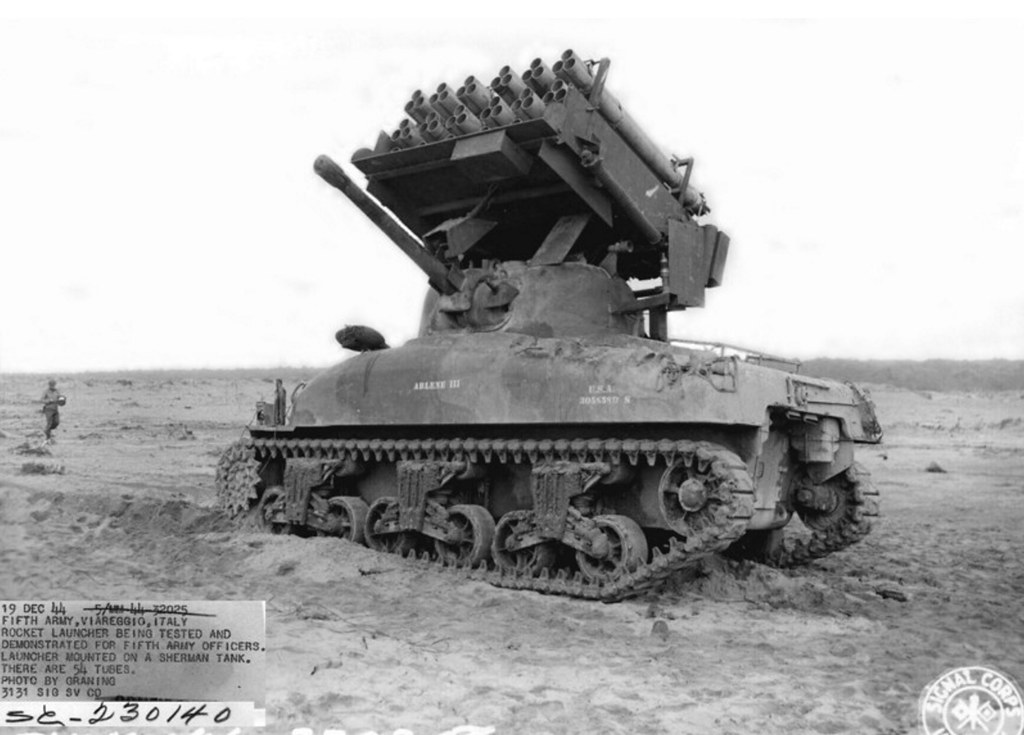
Sherman Calliope v Itálii, prosinec 1944

## Konstrukce
Calliope T34 nesla 60 raket uspořádaných do skupiny 36 stálých trubic na horní straně a jednoho páru po 12 trubkách (celkem 24 trubic) na spodní straně, které se dali případně rychle odpojit. Vnitřní projektil měl ráži 110 mm a rakety byly stabilizovány svislými ocasními plochami (křidélky). Projektil byl naplněn velkou dávkou výbušnin, které měly stejný výkon jako u houfnice M101 a měly maximální dosah 3 700 m.
Celá konstrukce byla fyzicky připojena k hlavni 75mm kanónu M2–M6 pomocí ramene. Toto rameno bylo připojeno k hřebenu zbraně pomocí otočného kloubu a sevřeno kolem hlavně kanónu tanku pomocí děleného kroužku. To umožnilo odpalovacímu zařízení raket sledovat stejnou elevaci a oblouk náklonu +25 až -12 stupňů. Velký nosník přišroubovaný k levé a pravé straně věže podpíral zbraň umístěnou jeden metr nad věží.
Rakety byly odpalovány elektronicky pomocí kabelů, které byly prostrčeny poklopem velitele tanku . Po připojení raketometu nebylo možné střílet z hlavní zbraně. To způsobilo, že osádky tanku často přímo v poli upravovaly instalaci odpalovacího zařízení aby umožnily hlavnímu dělu střílet, ačkoliv se tím zmenšila elevace odpalovacího zařízení.  Pozdější modely odpalovacího zařízení měly také deflektory spalin, které měly zabránit vniknutí výfukových plynů rakety do motorového prostoru. 

## Varianty
- Raketomet T34E1 (Calliope) : Stejný jako T34, ale skupiny 12 spodních odpalovacích trubic nahrazeny skupinami 14 trubic.
- Raketomet T34E2 (Calliope) : Téměř identický s T34E1 s vylepšeným palebným systémem a větší ráží.